# عين شريشيرة
عين شريشيرة هي محمية طبيعية تونسية تقع في ولاية القيروان، وسط البلاد التونسية، وتغطي مساحة قدرها 122 هكتار. وتصنف على أنها محمية طبيعية في عام 1993م.